# Reinhold von Rehbinder

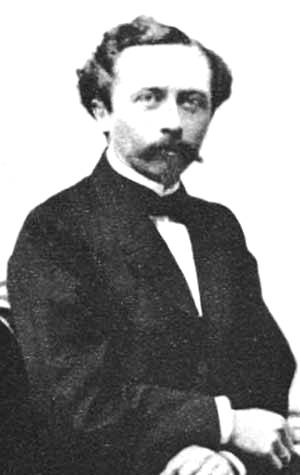
Porträt von Graf Reinhold Fabian von Rehbinder (1831–1905)

Graf Reinhold von Rehbinder (* 12. Januar 1831 in Uddrich; † 27. März 1905 ebenda) war ein estländischer Ritterschaftshauptmann und Landrat.

## Leben

### Herkunft und Familie
Graf Reinhold Fabian von Rehbinder war Angehöriger der baltischen Adelsfamilie von Rehbinder. Seine Eltern waren der estländische Landrat und Erbherr auf Uddrich, Graf Karl von Rehbinder († 1851) und Freiin Ernestine von Ungern-Sternberg a. d. H. Klein-Lechtigall.
Er vermählte sich am 14. November 1858 in Reval mit Freiin Stella von Ungern-Sternberg a. d. H. Newe (* 30. Juli 1838 in Reval; † 2. Juni 1903 in Florenz), die Ehe wurde 1866 geschieden, zuvor entsprossen ihr ein Sohn und eine Tochter.

### Werdegang
Er studierte in den Jahren 1849 bis 1852 Rechtswissenschaften an der Kaiserlichen Universität Dorpat, war anschließend als Hakenrichter und Manngerichts-Assessor tätig. von 1867 bis 1878 war er Kreisdeputierter für Wierland, übernahm von 1878 bis 1881 die Stellung des Ritterschaftshauptmanns der Estländischen Ritterschaft und war im Anschluss bis 1899 als estländischer Landrat tätig.
Bereits 1879 erbaute überwiegend auf seine Kosten in Mönnikorb ein Schulgebäude.
Rehbinder war Erbherr auf den Gütern Uddrich, Mönnikob und Kurrisaar, sämtlich im Kreis Wesenberg gelegen.